# 実業之日本社
株式会社實業之日本社（じつぎょうのにほんしゃ、英: Jitsugyo no Nihon Sha, Ltd.）は、日本の出版社。経済雑誌『実業之世界』から分派して『実業之日本』を創刊した1897年（明治30年）を創業日とする老舗出版社。シークエッジ・グループの一員。

## 概要
1895年（明治28年）に、光岡威一郎（佐賀県武雄市出身）と、読売新聞記者で後に衆議院副議長や大日本印刷の初代社長も務めた増田義一（新潟県上越市出身）が創立した「大日本実業学会」を母体とする。1900年（明治33年）、光岡が病のため雑誌の編集・発行権を増田に譲渡し、増田は新たに実業之日本社を設立した。
『実業之日本』（1964年以降は『実業の日本』）のほか、『婦人世界』、『日本少年』、『少女の友』、『幼年の友』などを創刊。1909年に日本の出版業界で初めて地方の小売書店に販売を委託する方法や、1912年に業務上の利益金を社主と社員が一定比率で分配する利益金分配制度を施行をして発行部数を伸ばし、大正初期に博文館に代わる大手版元として成長した。
かつては、教科用図書の出版を行っており、教科書発行所番号は「8」が割り当てられていたが、現在は撤退している。

## 沿革

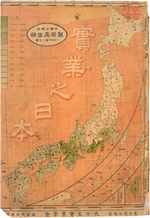
「實業之日本」創刊号の表紙

- 1897年（明治30年） - 大日本実業学会が雑誌『実業之日本』を創刊。
- 1900年（明治33年） - 増田義一は新たに実業之日本社を設立した。
- 1909年（明治42年） - 新渡戸稲造が編集顧問となる。
- 1929年（昭和4年） - 実業之日本社を株式会社に改組。
- 2006年（平成18年）9月 - 実業之日本社銀座ビルを銀座一丁目インベストメントに売却[9][10]。
- 2015年（平成27年）12月 - 株式会社フィスコと業務提携契約締結[2]。
- 2016年（平成28年）4月、 - マルフクの資産管理会社であった株式会社シークエッジインベストメント（旧・株式会社善光、現・株式会社シークエッジ・ジャパン・ホールディングス）を中心としたシークエッジ・グループの傘下に入った[7]。
- 2019年（令和元年）9月 - 株式会社カイカ（現・CAICA DIGITAL）からシステム開発子会社の株式会社ネクス・ソリューションズ（現・実業之日本総合研究所）の全株式を取得した[11][5]。
- 2021年（令和3年）
  - 2月10日 - 経営破綻した枻出版社からオートバイ雑誌3誌（RIDERS CLUB、BikeJIN/培倶人、CLUB HARLEY）の事業譲渡を受ける契約を締結[12]。
  - 2月10日 - イラストコミッションサービスの「Skeb」を運営する株式会社スケブの発行済み株式の過半数を取得し、子会社化[13]。
  - 12月27日 - 株式会社スケブの発行済み株式をシークエッジ・グループの株式会社スケブベンチャーズ（旧・株式会社シークエッジファイナンス）に譲渡[14]。
- 2021年
  - 10月 - 親会社株式会社シークエッジ・ジャパン・ホールディングスが株式会社実業之日本デジタルを設立。
  - 12月 - 株式会社ケーエムアイ（旧・株式会社ジャパントリップ）を吸収合併[15]。
- 2022年9月 - 吸収分割により実業之日本フォーラム事業を株式会社ネクス・ソリューションズに譲渡、株式会社ネクス・ソリューションズを株式会社実業之日本総合研究所に商号変更。
- 2023年4月 - バイク関連の雑誌を多数発行している株式会社造形社の過半数の株式を取得し、子会社化。オフロードバイク総合誌『ガルル』の後継誌である『ゴー・ライド』の発行会社である株式会社モト・ナレッジと業務提携[16]。

## 刊行物

### 書籍

#### 新書・ノベルス
- ジョイ・ノベルス
- じっぴコンパクト新書 - 2007年7月20日創刊。新書判並製。創刊ラインナップは、『決定版 ユダヤ・ジョーク集』（ラビ・マービン・トケイヤー 著 / 加瀬英明 訳）、『決定版 中国古典ジョーク集』（駒田信二 訳編 / 王敏 解説）の2点。

#### 文庫
- 実業之日本社漫画文庫　「静かなるドン」シリーズの再刊
- 実業之日本社文庫 - 2010年10月5日創刊。
- Jノベルライト - 2016年11月18日創刊のライトノベル文庫。
- 実業之日本社文庫GROW - 2021年4月8日創刊のライト文芸文庫[17]。

#### 童話
- まほうつかいのチョモチョモ - 寺村輝夫による「王さまシリーズ」（理論社）の一つだが、当初この作品のみは実業之日本社から出版された番外編だった。その後理論社に権利が譲渡されている。

#### コミックス
- マンサンコミックス
- マンサンQコミックス
- MB COMICS
- コンペイトウ書房
- リュエルコミックス
- ジャルダンコミックス

#### ムック
- ブルーガイド
  - ブルーガイド・ムック
  - てくてく歩きシリーズ
  - わがまま歩きシリーズ
  - おさんぽマップ

### 雑誌

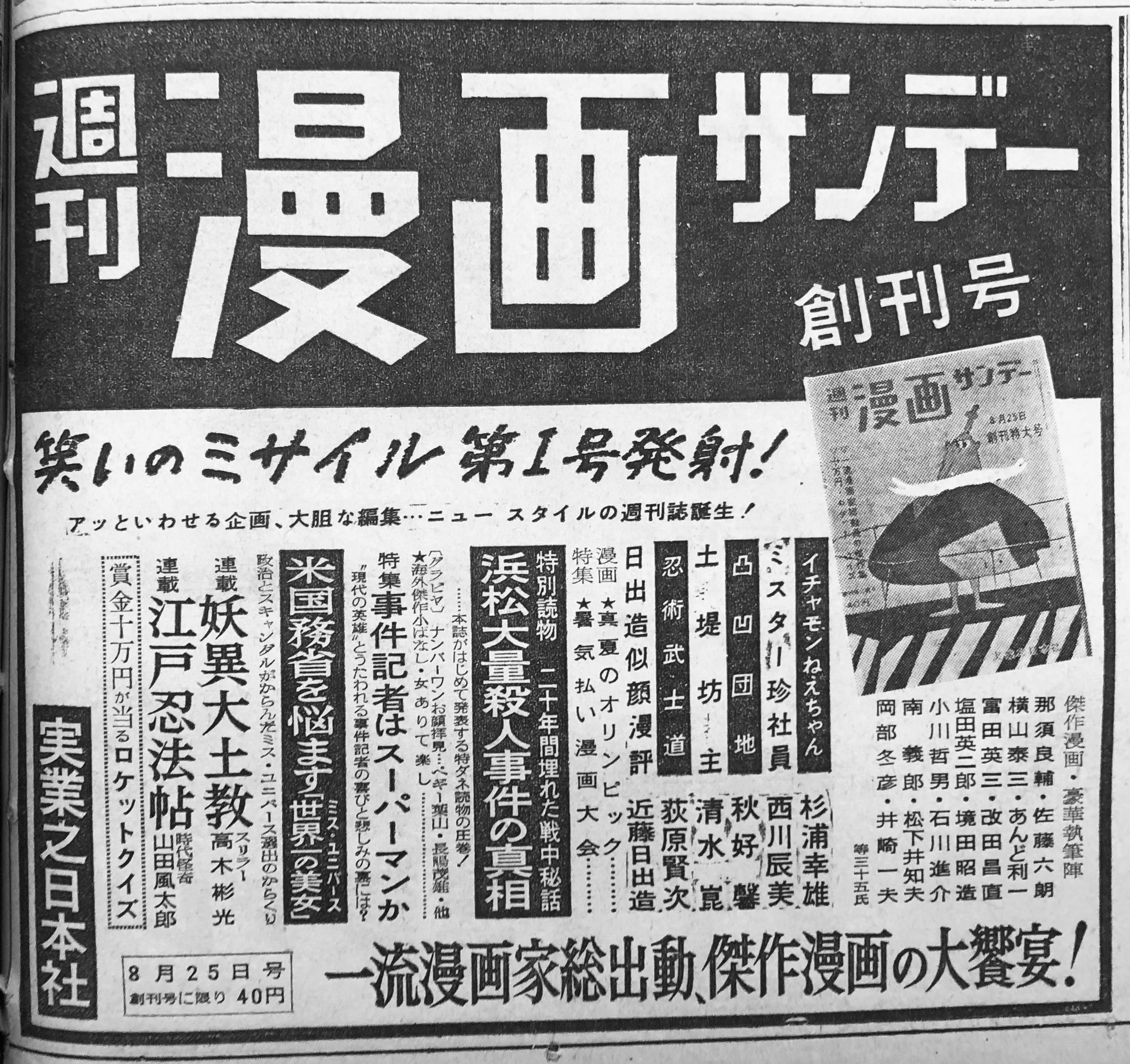
『週刊漫画サンデー』1959年8月25日号（創刊号）の新聞広告

- GARVY（ガルヴィ）（3、5、7、9、11月の10日発売）
- Waggle（ワッグル）（毎月21日発売）
- BikeJIN（毎月1日発売）
- CLUB HARLEY（毎月14日発売）
- RIDERS CLUB（毎月27日発売）
- ネイルVENUS（ネイルヴィーナス）（2、5、8、11月の12日発売）
- 月刊美術（発行：サン・アート、毎月20日発売）

#### 休刊
- 実業之日本（1964年途中以降「実業の日本」、1897年 - 2000年[18][19][8]） → JN（2001年 - 2002年[20]）
- 征露戦報（1904年 - 1905年[21]）
- 日本少年（1906年 - 1938年[22]）
- 婦人世界（1906年 - 1931年）
- 家庭教育絵ばなし（1907年 - 1908年?[23]） → 幼年の友（1909年[24] - 1931年） - 尚友館から引き継がれた
- 少女の友（1908年 - 1955年）
- 小学男生（1919年[25] - 1923年）
- 小学女生（1919年 - 1923年）
- 大観（1920年 - 1922年[26]） - 大観社から引き継がれた
- 東京（1924年 - 1926年[27]） → ワールド（1927年）
- 新女苑（1937年 - 1959年[28]）
- ホープ（1946年 - 1950年?[29]）
- 新中国（1946年 - 1948年[30]）
- 赤とんぼ（1946年 - 1948年[31]） → こども世界（1949年 - 1950年[32]）
- 私のきもの（1946年 - 1948年[33]）
- 文学季刊（1946年 - 1949年[34]）
- 経済思潮（1946年 - 1950年[35]）
- 国民の歴史（1947年 - 1948年?[36]）
- 婦人の世紀（1947年 - 1950年?[37]）
- オール生活（1951年 - 1993年[38]）
- 月刊投資相談版（1959年途中以降「月刊投資相談」、1961年途中以降「投資相談」、1964年途中以降「実業の日本投資相談」、1956年 - 1995年[39][40][41][42][43]）
- 漫画サンデー（1959年 - 2013年） - 旧「週刊漫画サンデー」。2012年6月より週刊から月2回刊行に変更。2013年2月休刊。
- 週刊小説（1972年 - 2001年[44]）
- My Birthday（1979年 - 2006年・2012年[45]）
- 株式トレンド（1988年途中以降「季刊株式チャート」、1980年 - 1995年[46][47]） - 上記の「実業の日本投資相談」から派生
- ガルル（1986年 - 2006年[48]） - バイクブロスに移管
- おまじないコミック（1986年 - 1993年） → パル（1994年 - 1997年）
- MONIQUE（1989年 - 2002年[49]）
- MISTY（1989年 - 1994年[50]）
- 株式成功法（1989年? - 1990年[51]） - 上記の「季刊株式チャート」から派生
- MyBoy（1996年 - 2002年）
- 漫画サンデーフォアマン（1998年 - 1999年）
- 投資相談（2000年 - 2003年[52]） - 上記の「実業の日本投資相談」とは別物
- 月刊ジェイ・ノベル（2002年 - 2017年）
- comicキャンドール（2003年 - 2011年）
- giorni（2009年 - 2015年）
- コミックキューガール（2012年） - comicキャンドールの雑誌コードを使用し、創刊即休刊[53]。

### ムック
- SKI
- SnowBoarder（スノーボーダー）
- パラスポーツマガジン

## Webメディア
- J-enta
  - COMICリュエル&COMICジャルダン
  - Webジェイ・ノベル
- 実業之日本フォーラム（編集顧問に船橋洋一を迎え、実業之日本社社主の白井一成がエグゼクティブディレクターを務めている。）

## 関連会社
- 株式会社実業之日本総合研究所
- 株式会社アサカ
- 株式会社サン・アート
- 株式会社造形社
- 株式会社実業之日本事業出版部
- 株式会社実業之日本エーシーシー

### 過去の関連会社
- 株式会社実業サービスセンター[54]
- 株式会社有楽出版社